# Pseudophryne dendyi
Espèce
Statut de conservation UICN

 LC  : Préoccupation mineure
Pseudophryne dendyi est une espèce d'amphibiens de la famille des Myobatrachidae.

## Répartition
Cette espèce est endémique du Sud-Est de l'Australie,. Elle se rencontre entre 100 et 1 200 m d'altitude dans l'est du Victoria et dans le sud-est de la Nouvelle-Galles du Sud. Son aire de répartition couvre environ 51 400 km2.

## Description
L'holotype de Pseudophryne dendyi, un mâle, mesure 15 mm. Cette espèce a la face dorsale noire parsemée de petits points blancs épars plus nombreux sur la tête et les flancs.

## Étymologie
Son nom d'espèce lui a été donné en l'honneur d'Arthur Dendy qui a collecté l'holotype dans les environs de la rivière Wellington dans le Gippsland.

## Publication originale
- Lucas, 1892 : Notes on the distribution of Victorian batrachians with descriptions of two new species. Proceedings of the Royal Society of Victoria, vol. 4, p. 59-64 (texte intégral).